# Polytelis alexandrae
Polytelis alexandrae là một loài chim trong họ Psittacidae.